# Kôhî jikô
Kōhī Jikō (珈琲時光), comercialitzada internacionalment com a Café Lumiere, és una pel·lícula dramàtica japonesa de 2003 dirigida pel director taiwanès Hou Hsiao-hsien. La pel·lícula és un homenatge al director de referència de Hsiao-hsien, Yasujirō Ozu. Va ser presentada en el festival commemoratiu del centenari del naixement d'Ozu i va ser nominada al Lleó d'Or a la 61a Mostra Internacional de Cinema de Venècia.

## Argument
La història gira al voltant de Yoko Inoue, una jove japonesa que investiga sobre el compositor taiwanès Jiang Wen-Ye, el treball del qual apareix en la banda sonora. L'esposa i filla japoneses del difunt compositor també fan aparicions com elles mateixes.

## Repartiment
- Yo Hitoto - Yoko Inoue (井上 陽子 Inoue Yōko)
- Tadanobu Asano - Hajime Takeuchi (竹内 肇 Takeuchi Hajime)
- Masato Hagiwara - Seiji
- Kimiko Yo - madrastra de Yoko
- Nenji Kobayashi - padre de Yoko

## Recepció
Kôhî jikô es va situar al 98 de les millors pel·lícules de la Slant Magazine dels anys 2000.
El 2019, el director Steve McQueen la va nomenar com la millor pel·lícula del segle XXI, descrivint-la com "[una] pel·lícula que passa sense que ho sàpigues."